# 岡本道雄 (野球)
岡本 道雄（おかもと みちお、1946年7月3日 - ）は、高知県出身の元高校野球指導者。元高知高野球部監督・部長。

## 人物
- 高知高では1964年夏の甲子園に遊撃手1番打者として出場し、決勝戦で早鞆高を2対0で下し優勝を果たしている。野球部の同期には有藤通世がいる。
- 法政大学に進学するが、当時は山本浩二、田淵幸一、富田勝の法大3羽ガラスが活躍しており層が厚く、レギュラー出場は叶わなかった。
- 法大卒業後、1969年に23歳の若さで高知高校野球部監督に就任。
- 1971年に春選抜初出場。1975年の選抜にも出場し、決勝戦で原辰徳擁する東海大相模を延長戦の末10対5で下し優勝に導いた。
- 監督としての甲子園通算成績は14勝11敗。
- 1990年春に一旦辞任したが、1994年4月に復帰した[1]。
- 1999年の監督引退まで実に30年にわたって高知高校を指導。2000年代は部長としてチームを支えた。2009年に高野連育成功労賞を受賞。